# Psilalcis hongshana
Psilalcis hongshana är en fjärilsart som beskrevs av Eugen Wehrli 1953. Psilalcis hongshana ingår i släktet Psilalcis och familjen mätare. Inga underarter finns listade.